# Synodontis dorsomaculatus
Synodontis dorsomaculatus is een straalvinnige vissensoort uit de familie van de baardmeervallen (Mochokidae). De wetenschappelijke naam van de soort is voor het eerst geldig gepubliceerd in 1971 door Poll.